# Stockstadt am Rhein
Stockstadt am Rhein – miejscowość i gmina w Niemczech, w kraju związkowym Hesja, w rejencji Darmstadt, w powiecie Groß-Gerau.